# 金羊毛骑士团

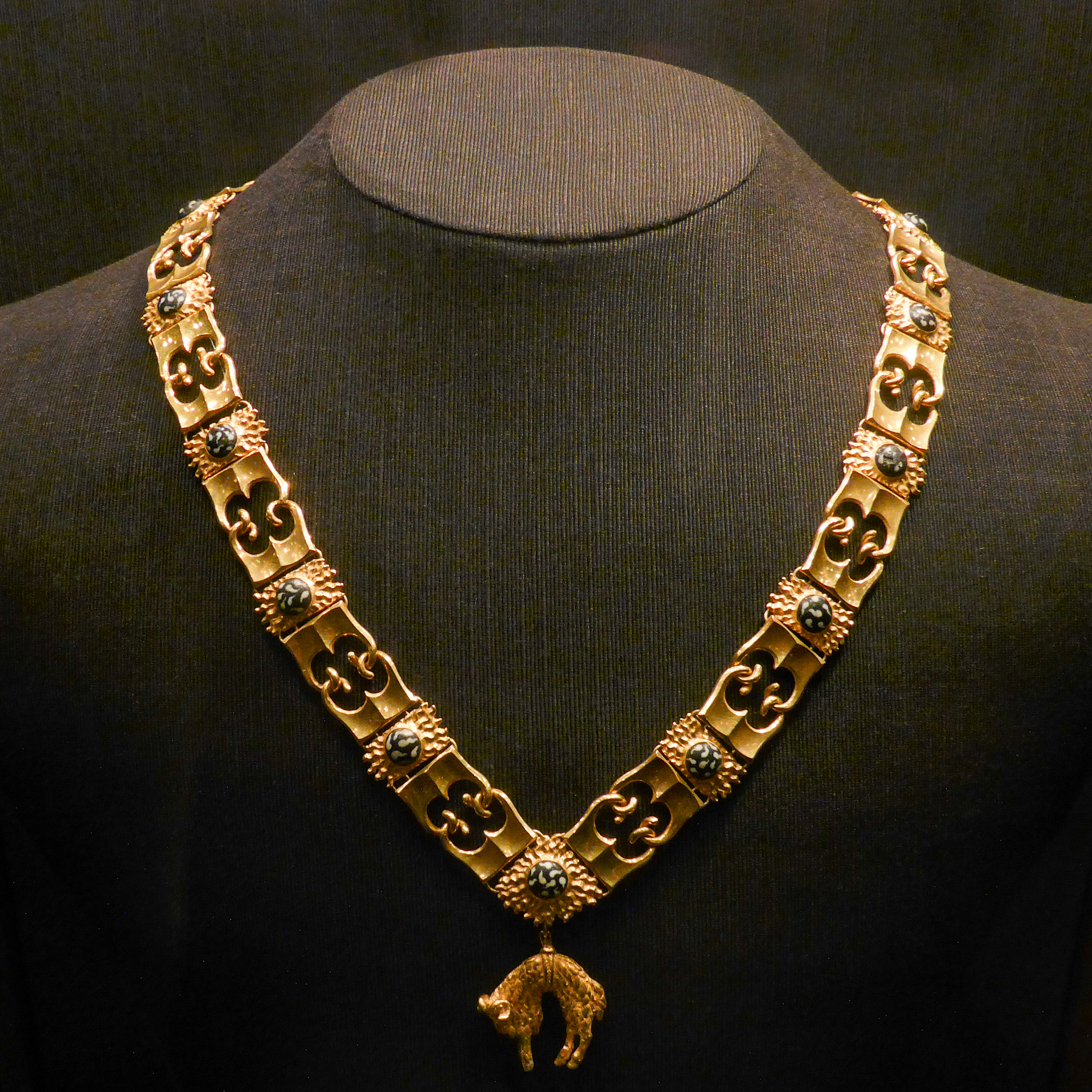
在維也納展出的金羊毛勳章大鏈章

金羊毛騎士團（Orden del Toisón de Oro），又称金羊毛勳章，是勃艮第公爵菲利普三世於1430年以英格蘭嘉德騎士團为典範創立的騎士勳位。後來，金羊毛騎士團的領主權隨勃艮第公國被併入西班牙哈布斯堡王朝，在該王朝绝嗣後，奥地利哈布斯堡王朝和西班牙波旁王朝均聲稱對金羊毛騎士團擁有領主權，導致騎士團出現奥地利和西班牙兩個分支。

## 起源
“好人”菲利普三世（Philip the Good）在執掌勃艮第公國的初期與英格蘭關係友好，1422年更被英王亨利五世授予嘉德勳章，雖然為了不触犯本身名義上的宗主法國國王而謝絕了這一榮譽。但菲利普三世對顯赫一時的嘉德騎士團仍然非常嚮往，認為這一套制度有效率地把領地內鬆散的貴族們團結起來。於是，為了使勃艮第能夠面對當時動盪局勢的挑戰（由英、法百年戰爭所造成），他決心仿傚並創立屬於自己的騎士團。此後，菲利普三世開始向家族中的要員和密友分別都授予一條鑲有寶石的金鏈，作為付託和信賴對方的信物。

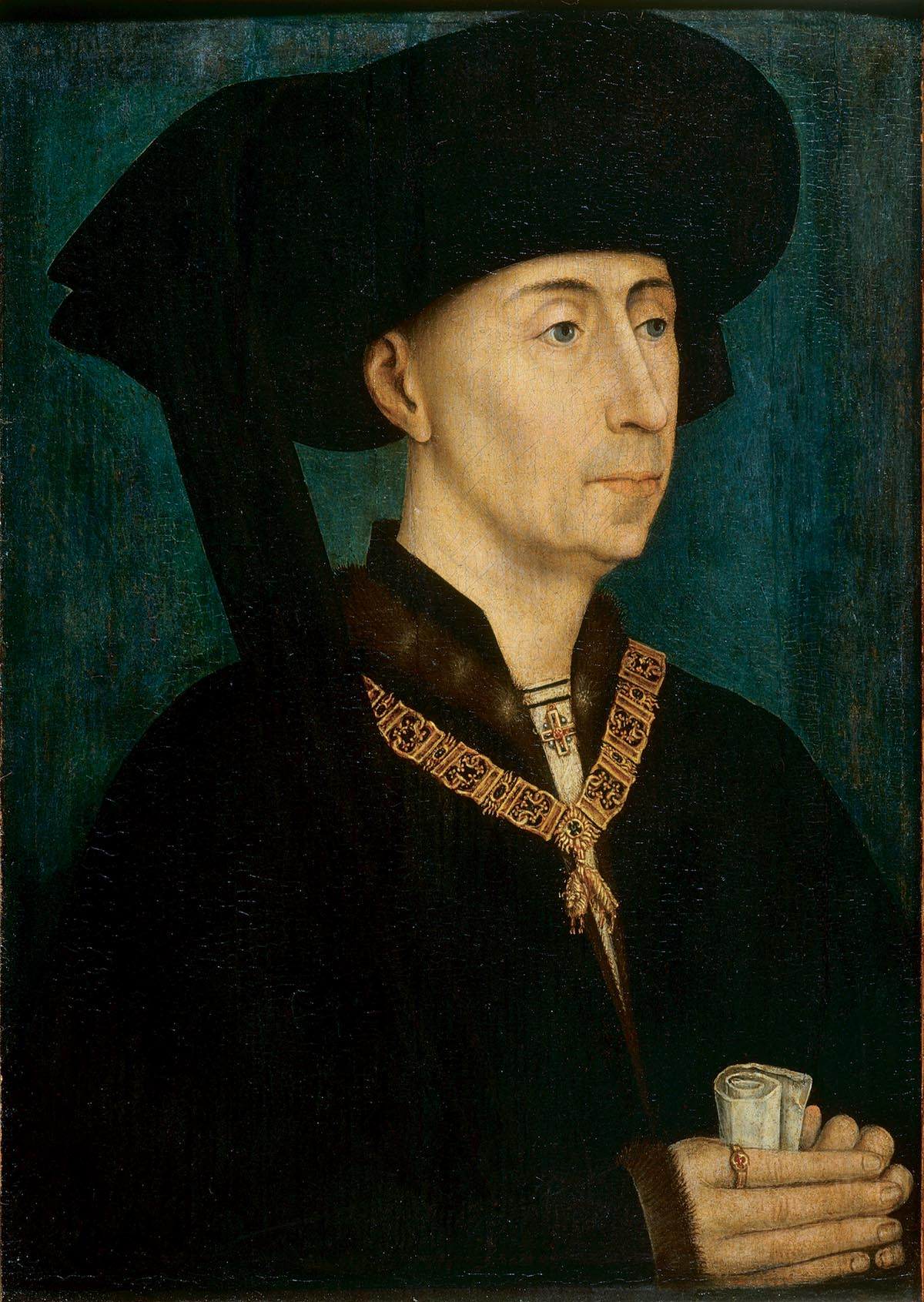
金羊毛騎士團始創者菲利普三世肖像 （繪於1450年）

1430年1月10日，菲利普三世藉慶祝與葡萄牙公主伊莎貝拉大婚，以聖安得魯的名義建立金羊毛騎士團，而始創成員共有25位。與嘉德騎士團無異，菲利普三世要求成員們在宣誓中保證會守衛基督教教會和其家族，即是每位金羊毛騎士都要接受勃艮第大公作為自己的領主，並且終生不得加入其他騎士團。
和嘉德騎士團不同的是，金羊毛騎士團僅將聖安得魯日定為其主要節日，并没有把主保聖徒繪制在騎士團的紋章上，這注定了金羊毛騎士團的宗教色彩並不濃厚。另一方面，由於菲利普三世規定金羊毛騎士團的領主必須在徵詢麾下騎士們之後，方可以決定是否與他國開戰，可見其重視個別團員的行動宗旨，加上菲利普三世本人的權勢和財富雄厚，因此金羊毛勳章很快就成為當時歐洲各個騎士團中的佼佼者。

## 編制
與當時歐洲大部分騎士團一樣，金羊毛騎士的人數是有限制的，不能隨意任命，新人要加入就只可以等待舊成員死亡等等的出缺機會。而團員名額在成立時是24人，1433年增為30人，1516年後增為50人。
金羊毛騎士團亦有召開定期的會議，成員們每隔數年就會雲集在勃艮第領內的大城市一起商討團內事務。1431年首屆大會在里爾舉行。會議期間，勃艮第公爵以團長身份出席，而騎士們則在他兩側列席，會議上有不同的官員主持，例如由教會高級神父出任的騎士團法官負責向團長匯報一眾成員在過去數年間的行為，如果有操守失當也會加以責問；紋章官負責禮儀雜項和整飭各騎士的盾徽正確無誤。而文書除了為大會的議程作記錄外，還會把騎士們的日常大小事蹟和在戰場上的軍功全部記載在案。

## 勳章式樣
金羊毛勳章的式樣是金質的綿羊狀垂飾，項圈鏈上的「羊毛」上鑲有28枚火镰，其形似大寫字母“B”，代表勃艮第（Burgundy），火镰之间为燧石，正面刻有騎士團之拉丁文格言：“Pretium Laborum Non Vile”（辛勞必得收穫），反面則刻有菲利普三世的名言：“Non Aliud”（不仕二主）。16世纪之後勳章往往改為鑲於一條紅色緞帶之上。
把金羊毛選為騎士團象徵物的原因，有說因為羊毛貿易正是勃艮第巨大財富的來源；另外有說是出自阿爾戈英雄追尋金羊毛的典故，希臘神話中對他們英勇忠誠的描述正符合菲利普三世對麾下騎士的要求。

## 分裂
菲利普三世死後，勃艮第家族的男性直系在15世紀末不幸中斷。當時其子大膽者查理領導勃艮第公國的國勢達到頂峰，與法王路易十一爭雄並企圖從法國中獨立出來，可惜1477年大膽者查理在南錫戰役裡被雇傭兵出賣而陣亡。遺留下的龐大公國領地以及在低地得來的財富都盡歸查理的獨女勃艮第的瑪麗繼承。1493年，瑪麗嫁予奥地利大公馬克西米利安一世。
1506年，他們的孫子查理繼承了勃艮第公爵頭銜，標誌着勃艮第公國正式被併入神聖羅馬帝國而不復存在，因此，金羊毛騎士團的領主權也隨之由勃艮第大公，轉為對神聖羅馬帝國皇帝效忠。查理五世亦進一步加強騎士團的規律，金羊毛騎士一旦犯罪，必需由其他成員聯合審理；除非當中最少六名成員同意，否則不能逮捕該名被控的騎士。而在審訊期間，被控者不受羈押只需接受軟禁。另外，查理五世還規定只有天主教徒才可以加入金羊毛騎士團。
查理死後，金羊毛騎士團卻沒有按理落入其弟，神聖羅馬帝國皇帝斐迪南一世手裡；反而一直跟隨查理之子，西班牙的費利佩二世及其子孫的西班牙哈布斯堡王朝。一直至到1700年卡洛斯二世去世絕嗣，西班牙波旁王朝的費利佩五世與奥地利哈布斯堡王朝的卡爾六世同時宣佈自己擁有行使金羊毛騎士團的權利，雙方都互不相讓，最終唯有各自頒發勳章。而不論騎士團領主權的更迭，其勳章證書始終都是由法文撰寫而成。

## 西班牙分支

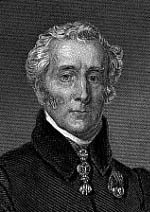
英國的威靈頓公爵亦獲頒西班牙金羊毛勳章

1812年，由于率军从拿破侖手中解放了西班牙，英國陸軍元帥威靈頓公爵被授予了西班牙金羊毛骑士勋章，成为了金羊毛勋章的首位新教徒得主。此后，西班牙王室放弃了只颁发此勋章予天主教徒的惯例。现在的骑士团成员有20位（除团长父子外，其余人按加入骑士团年份排序）：
1. 西班牙国王费利佩六世[1]（團長）
2. 前西班牙国王胡安·卡洛斯一世，國王费利佩六世的父亲
3. 卡拉布里亚公爵卡洛斯（1964）[2]
4. 瑞典国王卡尔十六世·古斯塔夫（1983）
5. 日本上皇明仁（1985）
6. 前荷兰女王贝娅特丽克丝（1985）
7. 丹麦女王玛格丽特二世（1985）
8. 前比利时国王阿尔贝二世（1994）
9. 挪威国王哈拉尔五世（1995）
10. 前保加利亚沙皇、前总理西美昂·萨克森-科堡-哥达斯基[3]（2004）
11. 卢森堡大公亨利[4]（2007）
12. 哈维尔·索拉纳[5]（2010）
13. Víctor García de la Concha (Real Academia Española)[6]（2010）
14. 前法国總統、前安道爾大公尼古拉·萨科齐（2010）
15. 安立奎五世·伊格莱西亚斯 （2014）
16. 西班牙女王儲莱昂诺尔·德·波旁-奥尔蒂斯 （2015）

2010年代的首4位新成员都不再是世袭君主。一般认为，骑士团将从过去的各国君主联谊会，改造成为具有良好声望的社会知名人士组成的勋章团体。

## 奥地利分支
第一次世界大戰之後奥匈帝国崩溃，比利时国王阿尔贝一世随即以勃艮第现任领主的身份，要求控制金羊毛骑士团，但是在西班牙国王阿方索十三世的强烈反对下未果。故此，奥地利金羊毛騎士團的領主權仍屬於哈布斯堡王朝，目前團長是卡爾·馮·哈布斯堡。另外，奥地利金羊毛騎士團至今仍然堅守只認可天主教徒的傳統。現時受勳的成員有：
- 奧地利王儲卡爾·馮·哈布斯堡（2000年起擔任團長）[7]
- 巴伐利亞公爵弗朗茨
- 盧森堡大公亨利
- 比利時國王菲利普
- 邁森藩侯瑪利亞·埃曼努埃爾
- 列支敦士登親王漢斯·亞當二世
- 布拉干薩公爵杜阿爾特·皮奧
- 天主教维也纳总教区总主教，拜占庭礼天主教奥地利教区主教克里斯托弗·舍恩博恩伯爵
- 奧地利的費迪南·茨沃尼米爾大公

## 外部連結
- The Society of the golden fleece, an association of those interested in the Order （页面存档备份，存于）

本条目包含来自公有领域出版物的文本: Chisholm, Hugh (编).  (第11版). London: Cambridge University Press. 1911.